# Tweede Kamercommissie
Een Tweede Kamercommissie is een commissie die is ingesteld door de Nederlandse Tweede Kamer voor een bepaald inhoudelijk of procedureel onderwerp. De commissies overleggen in zogenaamde commissievergaderingen.
De Tweede Kamer der Staten-Generaal telt 150 Kamerleden. Omdat niet alle leden zich in alle te bespreken onderwerpen uitgebreid kunnen verdiepen zijn er Kamercommissies ingesteld. Een Kamercommissie houdt zich bezig met behandeling van een bepaalde groep onderwerpen op een beleidsterrein. Zo is er bijvoorbeeld een Kamercommissie van Economische Zaken, Defensie, Financiën en Buitenlandse Zaken, die alle aangelegenheden op dat beleidsterrein behandelt.
Dankzij dit systeem kunnen Kamerleden zich specialiseren in bepaalde zaken. Deze deskundigheid zou er toe moeten leiden dat er door de Tweede Kamer betere besluiten genomen worden.

## Geschiedenis

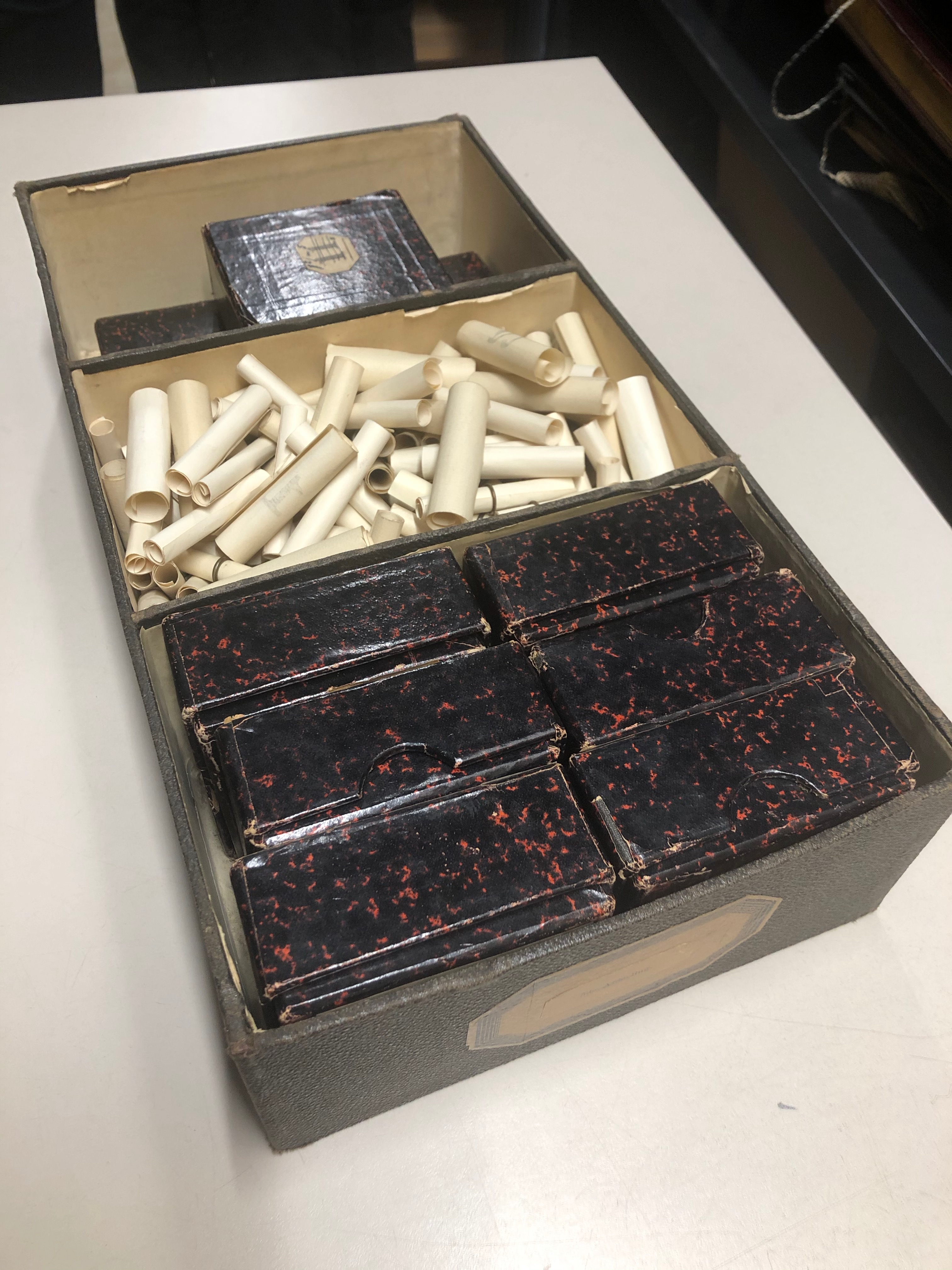
Loten waarmee Kamerleden werden ingedeeld in afdelingen.

Tussen 1815 en 1966 werd het voorbereidend onderzoekswerk van wetgeving verricht in afdelingen. De Grondwet van 1815 bepaalde dat Kamerleden ingeloot werden in een specifieke afdeling. De afdelingsvoorzitters vormden een zogenaamde Centrale afdeling die verslagen maakten die vervolgens in de plenaire vergadering werden behandeld. Na de Grondwetswijziging van 1887 was het niet meer verplicht om wetgeving via de afdelingen te behandelen maar werd het overgelaten aan  Commissies van voorbereiding. In 1919 werden bijzondere commissies opgezet waarin Kamerleden met een bepaalde expertise deelnamen. In 1925 werden uiteindelijk vaste commissies opgezet, die het beleid per departement beoordeelden. De bijzondere commissies werden in 1994 opgeheven.

## Samenstelling
De meeste commissies hebben 25 leden en evenveel plaatsvervangende leden. Kamerleden van eenzelfde politieke partij zijn in de Tweede Kamer in fracties gegroepeerd. De grote fracties zijn veelal met minstens 1 persoon in een Kamercommissie vertegenwoordigd. De leden van de commissie moeten lid zijn van de Tweede Kamer. Ze verdiepen zich namens hun fractie in deze onderwerpen en adviseren de andere Kamerleden in hun fractie hierover. De kleinste fracties zijn niet in alle commissies vertegenwoordigd.
Iedere commissie wordt ondersteund door een ambtelijke staf. Deze bestaat uit een griffier, adjunct-griffier, kenniscoördinator, informatiespecialist, EU-specialist en een commissieassistent.

## Soorten
Er zijn zes soorten commissies: 
- vaste commissies
- algemene commissies
- tijdelijke commissies
- thema-commissies
- enquêtecommissies
- overige commissies

Daarnaast laten Kamerleden zich groeperen in delegaties naar verschillende internationale organen zoals de NAVO en Europa. De Europese vertegenwoordiging werd later vervuld door Europarlementariers. In 1980 had de Tweede Kamer 30 vaste en 60 bijzondere commissies.

### Vaste commissies
Een vaste commissie is een commissie die is ingesteld om een beleidsterrein van een ministerie te controleren. Vaste commissies zijn in 1953 ingesteld om de plenaire vergadering te ontlasten van te gedetailleerde discussies. De vaste commissies staan gedefinieerd in het Reglement van Orde van de Tweede Kamer.
Er zijn in de periode vanaf de Tweede Kamerverkiezingen in 2021 in totaal vijftien vaste commissies. Behalve voor het ministerie van Algemene Zaken is er voor elk ministerie een vaste commissie die onderwerpen op het gebied van dat ministerie behandelt. Daarnaast zijn er vaste commissies zonder ministerie, voor Europese Zaken en Digitale Zaken. Voor enkele ministeries is de portefeuille verdeeld over meerdere commissies.
| Commissie                                      | Voorzitter            | Partij | Partij  | Ondervoorzitter     | Partij         | Partij         |
| ---------------------------------------------- | --------------------- | ------ | ------- | ------------------- | -------------- | -------------- |
| Binnenlandse Zaken                             | Henk de Vree          |        | PVV     | Wendy van Eijk      |                | VVD            |
| Koninkrijksrelaties                            | Olger van Dijk        |        | NSC     | Songül Mutluer      |                | GL-PvdA        |
| Buitenlandse Zaken                             | Jesse Klaver          |        | GL-PvdA | Roelien Kamminga    |                | VVD            |
| Defensie                                       | Isa Kahraman          |        | NSC     | Chris Faddegon      |                | PVV            |
| Economische Zaken                              | Ingrid Michon-Derkzen |        | VVD     | Chris Stoffer       |                | SGP            |
| Financiën                                      | Jeanet Nijhof-Leeuw   |        | PVV     | Thierry Aartsen     |                | VVD            |
| Infrastructuur en Waterstaat                   | Peter de Groot        |        | VVD     | Jimme Nordkamp      |                | GL-PvdA        |
| Justitie en Veiligheid                         | Joeri Pool            |        | PVV     | Michiel van Nispen  |                | SP             |
| Landbouw, Visserij, Voedselzekerheid en Natuur | Max Aardema           |        | PVV     | Thom van Campen     |                | VVD            |
| Onderwijs, Cultuur en Wetenschap               | Laura Bromet          |        | GL-PvdA | Harry Bevers        |                | VVD            |
| Sociale Zaken en Werkgelegenheid               | Judith Tielen         |        | VVD     | Luc Stultiens       |                | GL-PvdA        |
| Volksgezondheid, Welzijn en Sport              | Mohammed Mohandis     |        | GL-PvdA | Ilse Saris          |                | NSC            |
| Europese Zaken                                 | Caroline van der Plas |        | BBB     | René Claassen       |                | PVV            |
| Buitenlandse Handel en Ontwikkelingshulp       | Aukje de Vries        |        | VVD     | Niet verkozen.      | Niet verkozen. | Niet verkozen. |
| Digitale Zaken                                 | Natascha Wingelaar    |        | NSC     | Marieke Wijen-Nass  |                | BBB            |
| Asiel en Migratie                              | Hans Vijlbrief        |        | D66     | Rachel van Meetelen |                | PVV            |
| Klimaat en Groene Groei                        | Joris Thijssen        |        | GL-PvdA | Jan Valize          |                | PVV            |
| Volkshuisvesting en Ruimtelijke Ordening       | Wytske Postma         |        | NSC     | Marieke Wijen-Nass  |                | BBB            |

### Algemene commissies
Een algemene commissie behandelt onderwerpen op het terrein van een minister zonder portefeuille. Een minister zonder portefeuille is verantwoordelijk voor een bepaald beleidsterrein, maar heeft niet de leiding over een ministerie.

### Tijdelijke commissies
Tijdelijke commissies onderscheiden zich van algemene commissies doordat ze een nauwkeurig omschreven opdracht hebben. Zodra die opdracht is uitgevoerd, dat wil zeggen zodra de commissie rapport heeft uitgebracht en dit behandeld is in de Tweede Kamer, houdt de commissie op te bestaan.
- Tijdelijke Commissie Onderzoek Financieel Stelsel
- Tijdelijke Commissie Onderzoek Integratiebeleid
- Tijdelijke Commissie Onderzoek TBS
- Tijdelijke Commissie Onderzoek Zorguitgaven
- Tijdelijke Commissie Infrastructuurprojecten
- Tijdelijke Commissie Corona
- Tijdelijke Commissie Uitvoeringsorganisaties

### Themacommissies
Themacommissies houden zich bezig met onderwerpen van maatschappelijk belang die niet specifiek één ministerie aangaan. Door een Themacommissie kan los van directe politieke besluitvorming en zonder dat er een regeringsinitiatief is, van gedachte worden gewisseld over belangrijke maatschappelijke vraagstukken.
- Themacommissie Dierhouderij
- Themacommissie Technologiebeleid
- Themacommissie Ouderenbeleid

### Enquêtecommissies
Een bijzonder soort tijdelijke commissies zijn enquêtecommissies. Ze worden door de Tweede Kamer ingesteld als onderzoek naar een bepaald onderwerp wenselijk is, en daarbij gebruik wordt gemaakt van bevoegdheden op grond van de Wet op de Parlementaire enquête. Zo hebben enquêtecommissies de bevoegdheid om getuigen onder ede te verhoren en zijn getuigen verplicht om te verschijnen.

### Overige commissies
Ten slotte zijn er enige commissies die wat moeilijker onder één noemer zijn te brengen.
- Geloofsbrieven
- Werkwijze
- Verzoekschriften en Burgerinitiatieven
- Inlichtingen- en veiligheidsdiensten (ook wel bekend als de "Commissie Stiekem")
- Vernieuwing Wet op de parlementaire enquête
- Presidium van de Tweede Kamer
- Bouwbegeleidingscommissie (adviescommissie van het Presidium met het oog op de renovatie van het Binnenhof).
- Gemengde Commissie Toepassing Subsidiariteit (dit is een Kamercommissie van zowel de Eerste als Tweede Kamer)